# Америчка Девичанска Острва на Светском првенству у атлетици на отвореном 2022.
Америчка Девичанска Острва су учествовала на 18. Светском првенству у атлетици на отвореном 2022. одржаном у Јуџину  од 15. до 25. јула седамнаести пут. Репрезентацију Америчких Девичанских Острва представљао је један атлетичар који се такмичио у маратону., 
На овом првенству такмичар Америчких Девичанских Острва није освојио ниједну медаљу нити је остварио неки резултат.

## Учесници
Мушкарци:
- Едуардо Теранс Гарсија — Маратон

## Резултати

### Мушкарци
| Атлетичар              | Дисциплина | Лични рекорд | Квалификације | Квалификације | Полуфинале | Полуфинале | Финале   | Финале       | Детаљи |
| Атлетичар              | Дисциплина | Лични рекорд | Резултат      | Место         | Резултат   | Место      | Резултат | Место        | Детаљи |
| ---------------------- | ---------- | ------------ | ------------- | ------------- | ---------- | ---------- | -------- | ------------ | ------ |
| Едуардо Теранс Гарсија | Маратон    | 2:18:50      |               |               |            |            | 2:23:16  | 53 / 54 (63) |        |